# А капричио
А капричио (итал. A capriccio — «по желанию» или «произвольно») — музыкальный термин, означающий возможность произвольности в темпе.
Самым известным произведением, использующим этот термин, по-видимому, является Rondo a capriccio Op. 129 Людвига ван Бетховена, известное под шуточным названием «Ярость по поводу утерянного гроша». Кроме того, темп lento a capriccio встречается в Венгерских рапсодиях Ференца Листа (как отмечает Музыкальный словарь Гроува, таким образом Лист пытался передать ритмическую нерегулярность, свойственную венгерскому музыкальному фольклору). Другие сочинения с этим обозначением — Вариации a capriccio на темы оперы Вебера «Оберон» Карла Черни Op.147, Rondo a capriccio Селима Пальмгрена, отдельные части в Фантазии для виолончели с оркестром Юлиуса Рица (Lento a capriccio) и Серенаде для оркестра № 3 Саломона Ядассона (Scherzo a capriccio) и т. д. Известно также Скерцо a capriccio Феликса Мендельсона, однако в этом произведении дополнительно обозначен темп Presto scherzando.

## Ссылка
- "Capriccio, a, " Grove Music Online ed. L. Macy (Accessed 28 April 2006)  Архивировано 21 июля 2007 года.